# Montvert les Bas
Montvert les Bas, ou Mont Vert les Bas, est un lieu-dit de l'île de La Réunion, département et région d'outre-mer français dans le sud-ouest de l'océan Indien. Situé en aval du piton de Mont Vert, il constitue un quartier de la commune de Saint-Pierre.